# 都海江
都海江（1965年6月—），男，汉族，安徽宿松人，中华人民共和国政治人物。现任故宫博物院党委书记、副院长，全国政协文化文史和学习委员会委员。第十四届全国政协委员。